# Xylocopa combinata
Xylocopa combinata là một loài Hymenoptera trong họ Apidae. Loài này được Ritsema mô tả khoa học năm 1876.